# 英美烟草
英美烟草公司（英語：British American Tobacco plc.），是一間总部位于英国伦敦的英國人所開設的跨國菸草公司，成立于1902年。它是世界上五大菸草公司的其中之一。
拥有「健牌」、「好彩」、「登喜路」、「威豪」、「總督」、「希爾頓」、「五五五」及「太子」等香烟品牌。

## 歷史

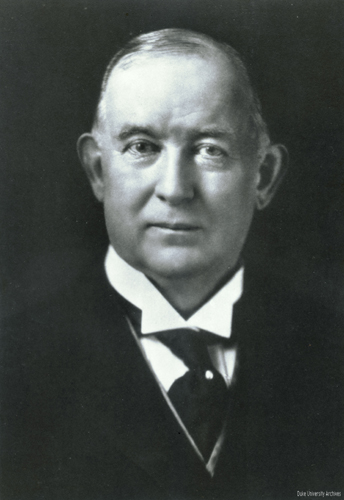
創辦人詹姆斯·布加南·杜克

1902年英國帝國菸草公司與美國菸草公司同意互不在彼此的國內領土上進行貿易，並成立一家合資企業負責英國與美國本土以外海外地區商標、出口業務，是為英美烟草公司（British-American Tobacco Company Ltd）。英美烟草公司的業務隨即開始於中國、英属香港、日本、英属印度、南非、德國、加拿大、澳大利亞和紐西蘭等地區如火如荼地展開。
2017年1月17日英美烟草公司以每股56.5美元，斥資494億美元收購美國雷諾烟草公司（Reynolds American）餘下57.8%股份，當中每股29.44美元為現金，合共200億美元，32.37美元為英美煙草股份，價值270億美元。由於英美烟草已有雷諾烟草的42.2%股權，該交易將使英美烟草變成全球最大的菸草公司。
2021年9月14日，在非政府組織STOP發佈的一份報告中，該非政府組織指責英美煙草公司在2008年至2013年期間以現金、汽車或競選捐款的形式向數十名政治家、立法者、公務員、記者和競爭公司的員工行賄分發了超過600,000美元。

## 香港業務
英美煙草在香港多以$55至$58價位推出果味香煙，包括健牌赤冰薄1、Lucky Strike冰莓等等。
於2020年4月推出全港首發雪茄仔香煙KOOL，包括綠KOOL及黃KOOL。其後一年於2021年3月推出第三款雪茄仔香煙紫KOOL。

## 香港銷售產品
以下煙牌子於香港7-11、OK、Vango及報紙檔攤有售（更新於2021年9月）：

## 台灣銷售產品
- DUNHILL短支系列(菸草專家系列)

濃-紅色DUNHILL
淡-藍色DUNHILL
中淡-金色DUNHILL
超淡-白色DUNHILL
- DUNHILL長支系列(極緻精裁系列)

濃-黑色DUNHILL
淡-深藍DUNHILL
中淡-淺藍DUNHILL
超淡-白色DUNHILL
- 555系列(三五系列)

濃-555金黃香菸
淡-555金黃淡菸